# Sông Maas

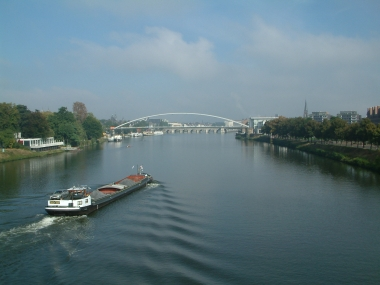
Sông Mass (Meuse) tại Maastricht

Sông Maas (tiếng Hà Lan và tiếng Đức: Maas, tiếng Pháp: Meuse, tiếng La tinh: Mosa, tiếng Wallon: Moûze) là một sông chính ở châu Âu. Sông Maas bắt nguồn từ Pháp, chảy qua Bỉ và Hà Lan trước khi đổ ra biển Bắc. Sông này có tổng chiều dài 925 km.
Sông Maas đánh dấu biên giới phía tây của Đế quốc La Mã Thần thánh từ khi ra đời của đế quốc này vào thế kỷ 9 cho đến khi có sự sáp nhập phần lớn Alsace và Lorraine vào Pháp theo Hiệp ước Westphalia (1648) và trong một chừng mực nào đó tới năm 1792 khi Công quốc-Giáo khu Liège được sáp nhập vào Pháp. Trong phần chia cho Bỉ, một phần của sillon industriel (thung lũng công nghiệp), là khu vực công nghiệp hóa trọn vẹn đầu tiên tại châu Âu lục địa. Sông Maas cũng được đề cập tới đầy lưu luyến trong Das Lied der Deutschen.

## Địa lý
Sông Maas bắt nguồn từ Pouilly-en-Bassigny, một công xã thuộc Le Châtelet-sur-Meuse trên cao nguyên Langres ở Pháp và chảy theo hướng bắc vượt qua Sedan (nơi bắt đầu giao thông thủy) và Charleville-Mézières để vào Bỉ. Tại Namur nó nhận thêm nước từ sông Sambre. Phía dưới Namur sông Maas chuyển hướng về phía đông, men dọc theo Ardennes và vượt qua Liège trước khi đổi hướng thành hướng bắc. Sông Maas sau đó tạo thành một phần của biên giới Bỉ-Hà Lan, ngoại trừ tại Maastricht thì biên giới nằm xa hơn về phía tây. Tại Hà Lan nó tiếp tục chảy theo hướng bắc, vượt qua Venlo gần dọc theo biên giới với Đức, sau đó đổi hướng về phía tây, hòa vào sông Rhine để tạo thành một vùng châu thổ rộng lớn. Sông Maas phân chia gần Heusden thành Afgedamde Maas ở bên phải và Bergse Maas ở bên trái. Bergse Maas chảy tiếp qua Amer, một phần của Biesbosch và hòa vào Nieuwe Merwede để tạo thành Hollands Diep, trước khi đổ vào biển Bắc qua vịnh Haringvliet.
Một số cầu đường sắt vượt qua sông Maas để nối các nhà ga sau đây (tương ứng là trên bờ trái và bờ phải):
- Hà Lan:
  - Blerick – Venlo
  - Cuijk – Nijmegen Heyendaal
  - Ravenstein – Wijchen
  - 's-Hertogenbosch – Zaltbommel

Có nhiều cầu đường bộ và khoảng 32 bến phà trên sông Maas.
Sông Maas có thể phục vụ giao thông thủy trên một phần đáng kể của tổng chiều dài của nó: Tại Hà Lan và Bỉ, sông này là một phần của hạ tầng cơ sở giao thông nội thủy chính, nối liền khu vực cảng Rotterdam-Amsterdam-Antwerp với các khu vực công nghiệp ngược dòng sông: 's Hertogenbosch, Venlo, Maastricht, Liège, Namur. Giữa Maastricht và Maasbracht, đoạn không thích hợp cho tàu thuyền qua lại của sông Maas được vượt qua bằng 36 km kênh Juliana. Phía nam Namur, xa hơn về phía đầu nguồn, sông chỉ có thể phục vụ cho các tàu thuyền nhỏ hơn, mặc dù sà lan có thể dài tới 100 m vẫn có thể đi tới tận thị xã Givet trên biên giới Pháp.
Từ Givet, sông được kênh đào hóa trên một khoảng cách 272 km. Meuse kênh đào hóa đã từng được gọi là "Canal de l'Est — Branche Nord" nhưng gần đây được đặt tên lại là "Canal de la Meuse". Đường thủy chỉ có thể dùng được cho các sà lan nhỏ hiện còn đang sử dụng thương mại (gần 40 m dài và rộng hơn 5 m một chút). Ngay phía trên thị xã Commercy, Canal de la Meuse nối liền với Canal de la Marne au Rhin bằng một kênh đào ngắn. (Nguồn: CSDL đường thủy NoorderSoft)
Nhóm bò sát biển kỷ Phấn Trắng gọi là Mosasaur được đặt tên theo tên La tinh của sông Maas. Các hóa thạch đầu tiên của chúng được phát hiện gần Maastricht vào năm 1780.

## Các chi lưu
Các chi lưu chính của sông Maas:
- - Dieze (gần 's-Hertogenbosch)
    - Aa (ở 's-Hertogenbosch)
    - Dommel (ở 's-Hertogenbosch)
      - Gender (ở Eindhoven)

  - Niers (ở Gennep)
  - Swalm (ở Swalmen)
  - Rur/Roer (ở Roermond)
    - Wurm (ở Heinsberg, Đức)
    - Merzbach (ở Linnich, Đức)
    - ởde (ở Jülich, Đức)

  - Geleenbeek (gần Maasbracht)
  - Geul (gần Meerssen)
  - Geer/Jeker (ở Maastricht)
  - Voer/Fouron (ở Eijsden)
  - Berwinne/Berwijn (gần Moelingen, một phần của Voeren)
  - Ourthe (ở Liège)
    - Weser/Vesdre (gần Liège)
    - Amel/Amblève (ở Comblain-au-Pont)
      - Salm (ở Trois-Ponts)
      - Warche (gần Malmedy)

  - Hoyoux (ở Huy)
  - Mehaigne (ở Wanze)
  - Sambre (ở Namur)
  - Bocq (ở Yvoir)
  - Molignée (ở Anhée)
  - Lesse (ở Anseremme, một phần của Dinant)
  - Viroin (ở Vireux-Molhain)
  - Semois/Semoy (ở Monthermé)
  - Bar (gần Dom-le-Mesnil)
  - Chiers (ở Bazeilles)

## Các tỉnh, đô thị dọc sông
Sông Maas chảy qua các đô thị và các tỉnh Pháp, tỉnh Bỉ và tỉnh Hà Lan:
- Haute-Marne
- Vosges: Neufchâteau
- Meuse: Commercy, Saint-Mihiel, Verdun, Stenay
- Ardennes: Sedan, Charleville-Mézières, Givet
- Namur: Dinant, Namur
- Liège: Huy, Liège, Visé
- Limburg: Maastricht, Roermond, Venlo
- Limburg: Maaseik
- Noord-Brabant: Boxmeer, Heusden
- Gelderland: Maasdriel